# Gerard Delft
Gerard Delft (Amsterdam, 30 maart 1947) is een Nederlands schrijver uit Zandvoort. 
Delft was veertig jaar actief in Zandvoort als leerkracht in het basisonderwijs, waarvan 21 jaar als directeur van een basisschool. 
Hij debuteerde als schrijver in 1989. In 1994 kreeg hij voor een van zijn boeken de eerste prijs van de Rotterdamse Kinderjury. Naast fantasieverhalen voor jongere kinderen schrijft hij ook gedichten. Ook zijn gedichten van zijn hand opgenomen in zijn verhalenbudels. De draak van kristal is een vervolg op het Het zwaard van kristal.